# Liste der Baudenkmäler in Neunkirchen (Saar)
In der Liste der Baudenkmäler in Neunkirchen sind alle Baudenkmäler der saarländischen Stadt Neunkirchen nach ihren Ortsteilen aufgelistet. Grundlage ist die Veröffentlichung der Landesdenkmalliste im Amtsblatt des Saarlandes vom 22. Dezember 2004 und die aktuelle Teildenkmalliste der Kreisstadt Neunkirchen in der Fassung vom 9. August 2017.

## Furpach
| Lage                                        | Bezeichnung                                    | Beschreibung | Bild |
| ------------------------------------------- | ---------------------------------------------- | --- | ---- |
| Beim Wallratsroth 49,322045° N, 7,215835° O | Hofgut Furpach, Herrenhaus, Wirtschaftsgebäude | 1806 erwarb der Saarbrücker Kaufmann Johann Caspar Karcher den damaligen Forbacher Hof. Das dreiseitige Hofgut wurde in seiner heutigen Form 1821 erbaut und besteht aus Herrenhaus und Wirtschaftsgebäuden. Das Hofgut wurde bis 1963 landwirtschaftlich genutzt und 1975 saniert. Das Wohnhaus besitzt zur Straßenseite einen oktogonalen Risalit. Der Südflügel ist zweigeschossig mit Satteldach, der Nordflügel mit Walmdach eingeschossig. Zum Innenhof findet sich ein der Fassade vorgelagerter Turm mit vierseitiger Turmhaube über quadratischem Grundriss. |      |

## Hangard
| Lage                                            | Bezeichnung              | Beschreibung | Bild |
| ----------------------------------------------- | ------------------------ | --- | ---- |
| Pastor-Seibert-Straße 49,379753° N, 7,215892° O | Kath. Kirche Hl. Familie | Die Kirche wurde in den Jahren 1899 bis 1900 nach Plänen des Architekten Wilhelm Hector errichtet. Die dreischiffige Hallenkirche im Stil der Neugotik ist eine Pseudobasilika. Vor dem Langhaus sitzt ein Glockenturm, dahinter ein Rechteckchor. Mittel- und Seitenschiffe sind durch Spitzbögen auf Rundsäulen getrennt. Die Kirchenfenster stammen noch aus wilhelminischer Zeit und stellen die Heilige Familie als Handwerkerfamilie dar. |      |

## Kohlhof
| Lage                                                                   | Bezeichnung        | Beschreibung                | Bild |
| ---------------------------------------------------------------------- | ------------------ | --------------------------- | ---- |
| Niederbexbacher Straße (Flur 2, Flurstück 13/77) 49,3201° N, 7,2334° O | Ev. Kirche Kohlhof | Erbaut in den 1960er Jahren |      |

## Münchwies
| Lage                                          | Bezeichnung            | Beschreibung | Bild |
| --------------------------------------------- | ---------------------- | --- | ---- |
| Lautenbacher Straße 49,397106° N, 7,244015° O | Kath. Kirche Herz Jesu | Die Kirche wurde in den Jahren 1906/07 nach Plänen des Architekten Wilhelm Hector im Stil der Neugotik errichtet. In den Jahren 1952 bis 1954 erhielt die Saalkirche einen neuen Glockenturm nach Entwürfen der St. Wendeler Architekten Walz und Reif. Dem Langhaus ist ein streng symmetrisches Westwerk vorgelagert, in dessen Mitte ein quadratischer Glockenturm aufsitzt. An das Langhaus schließt sich ein Chor mit dreiseitigem Schluss an. |      |

## Neunkirchen
| Lage                                                                         | Bezeichnung                                                                      | Beschreibung | Bild |
| ---------------------------------------------------------------------------- | -------------------------------------------------------------------------------- | --- | --- |
| Saarbrücker Straße 49,347212° N, 7,171678° O                                 | Ensemble Neunkircher Eisenwerk                                                   | Seit dem 16. Jahrhundert bestand in Neunkirchen ein Eisenwerk. Die Blütezeit des Werkes begann mit dem Kauf durch die Gebrüder Stumm im Jahr 1806. In der zweiten Hälfte des 19. Jahrhunderts führte Carl Ferdinand Stumm das Unternehmen zu einem Marktführer der eisenschaffenden Industrie. 1982 wurde das Werk infolge des Konkurses des Mutterunternehmens Teil von ARBED. Die Roheisenproduktion wurde umgehend eingestellt. | Seit dem 16. Jahrhundert bestand in Neunkirchen ein Eisenwerk. Die Blütezeit des Werkes begann mit dem Kauf durch die Gebrüder Stumm im Jahr 1806. In der zweiten Hälfte des 19. Jahrhunderts führte Carl Ferdinand Stumm das Unternehmen zu einem Marktführer der eisenschaffenden Industrie. 1982 wurde das Werk infolge des Konkurses des Mutterunternehmens Teil von ARBED. Die Roheisenproduktion wurde umgehend eingestellt. |
| Saarbrücker Straße 49,347212° N, 7,171678° O                                 | Ensemble Neunkircher Eisenwerk                                                   | Saarbrücker Straße, Kleine Gebläsehalle, Maschinenhalle (Einzeldenkmal): Von dem einstmals riesigen Komplex in der Neunkircher Innenstadt sind nur wenige Teile erhalten geblieben. Darunter sind die 1903 errichtete Maschinenhalle und die Gebläsehalle, die im typischen Stil ihrer Zeit aus Backsteinen erbaut wurden. | |
| Saarbrücker Straße 49,347212° N, 7,171678° O                                 | Ensemble Neunkircher Eisenwerk                                                   | Saarbrücker Straße, Hochofen 6 des Eisenwerks mit Winderhitzern, errichtet 1910 (Einzeldenkmal): Erhalten ist von den einstmals sechs Hochöfen des Eisenwerks nur der Hochofen 6, der 1910 errichtet wurde und dessen Winderhitzer. | |
| Georgstraße 49,33553° N, 7,18737° O                                          | Ensemble Georgstraße                                                             | Das Denkmalensemble besteht aus den Arbeiterwohnhäusern, die im ersten Viertel des 20. Jahrhunderts für die Arbeiter des Neunkirchen Hüttenwerks errichtet wurden. Die eingeschossigen, traufständigen Gebäude wurden aus zweifarbigen Backsteinen erbaut. Viele sind mit Blendbögen und farblich abgesetzten Bändern verziert. | Das Denkmalensemble besteht aus den Arbeiterwohnhäusern, die im ersten Viertel des 20. Jahrhunderts für die Arbeiter des Neunkirchen Hüttenwerks errichtet wurden. Die eingeschossigen, traufständigen Gebäude wurden aus zweifarbigen Backsteinen erbaut. Viele sind mit Blendbögen und farblich abgesetzten Bändern verziert. |
| Georgstraße 49,33553° N, 7,18737° O                                          | Ensemble Georgstraße                                                             | Georgstraße 10–20, Arbeiterhäuser (Ensemblebestandteil) | |
| Georgstraße 49,33553° N, 7,18737° O                                          | Ensemble Georgstraße                                                             | Georgstraße 21–41, Arbeiterhäuser (Ensemblebestandteil) | |
| Bachstraße/Goethestraße 49,35142° N, 7,1809° O                               | Ensemble Goethestraße                                                            | Die Villen in der Goethestraße wurden zwischen 1902 und 1905 für höhere Grubenbeamte erbaut | Die Villen in der Goethestraße wurden zwischen 1902 und 1905 für höhere Grubenbeamte erbaut |
| Bachstraße/Goethestraße 49,35142° N, 7,1809° O                               | Ensemble Goethestraße                                                            | Villa von Karl Brugger, Bachstraße 12/14, um 1905 (Ensemblebestandteil): Dreigeschossiges Eckgebäude mit breitem Eckerker. Fachwerk ziert das oberste Geschoss des Erkers in Dachhöhe. Die breiteren Fenster sind mit Segmentbogen ausgeführt, die schmäleren mit geradem Sturz. | |
| Bachstraße/Goethestraße 49,35142° N, 7,1809° O                               | Ensemble Goethestraße                                                            | Villen von Karl Brugger, Goethestraße 22–34 (gerade Nummern), 1902–1904 (Ensemblebestandteil): Die Villen in der Goethestraße 22–34 sind alle ähnlich. Der zurückgesetzte Mittelteil mit zwei Geschossen wird von breiten Eckrisaliten mit Dreiecksgiebel und Krüppelwalmdach flankiert. Dem Erdgeschoss des Putzbaus sind Ausluchten aus Sandstein vorgelagert. Ein Geschossgesims, Eckquaderungen und Sandsteinlaibungen schmücken die Gebäude. | |
| Bachstraße/Goethestraße 49,35142° N, 7,1809° O                               | Ensemble Goethestraße                                                            | Villen von Karl Brugger, Goethestraße 35–45 (ungerade Nummern), 1902–1904 (Ensemblebestandteil): Die Villen ähneln denen der Goethestraße 22–34. Es sind zweigeschossige Putzbauten mit Sandsteinverzierungen, Erkern und Auslichten. | |
| Bliesstraße/Parallelstraße/Willi-Graf-Straße 49,348752° N, 7,1913° O         | Ensemble Hüttenhof                                                               | Das Denkmalensemble aus Mehrfamilienhäusern entstand 1926/27 nach Plänen des Architekten Vanoni. | Das Denkmalensemble aus Mehrfamilienhäusern entstand 1926/27 nach Plänen des Architekten Vanoni. |
| Bliesstraße/Parallelstraße/Willi-Graf-Straße 49,348752° N, 7,1913° O         | Ensemble Hüttenhof                                                               | Mehrfamilienwohnhaus von Vanoni, Bliesstraße 1–4, 1926/27 (Ensemblebestandteil) | |
| Bliesstraße/Parallelstraße/Willi-Graf-Straße 49,348752° N, 7,1913° O         | Ensemble Hüttenhof                                                               | Mehrfamilienwohnhäuser von Vanoni, Parallelstraße 65–77, 1926/27 (Ensemblebestandteil) | |
| Bliesstraße/Parallelstraße/Willi-Graf-Straße 49,348752° N, 7,1913° O         | Ensemble Hüttenhof                                                               | Mehrfamilienwohnhaus von Vanoni, Willi-Graf-Straße 88, 1926/27 (Ensemblebestandteil) | |
| Knappschaftstraße/Mendelssohnstraße/Hospitalstraße 49,349504° N, 7,183122° O | Ensemble Knappschaftsstraße                                                      | Das Ensemble besteht überwiegend aus Villen und Wohnhäusern aus den 1920er Jahren. | Das Ensemble besteht überwiegend aus Villen und Wohnhäusern aus den 1920er Jahren. |
| Knappschaftstraße/Mendelssohnstraße/Hospitalstraße 49,349504° N, 7,183122° O | Ensemble Knappschaftsstraße                                                      | Knappschaftstraße 4, Villa (Einzeldenkmal): Zweigeschossiger Putzbau mit Zeltdach und halbrunder Auslucht in der Straßenfassade. Die Fenster sind sowohl mit geradem Sturz als auch mit Spitz- und Rundbögen ausgeführt. Erbaut wurde die Villa 1925 nach Entwürfen von Ernst Brück. | |
| Knappschaftstraße/Mendelssohnstraße/Hospitalstraße 49,349504° N, 7,183122° O | Ensemble Knappschaftsstraße                                                      | Knappschaftsstraße 6/8, Doppelwohnhaus von Ernst Brück, 1920–30 (Einzeldenkmal): Das dreigeschossige Doppelwohnhaus wurde 1920 bis 1930 von dem Architekten Ernst Brück erbaut. Auffällig sind die waagerechten Streifen aus Putz mit Fenstern und unverputzten Backsteinen. | |
| Knappschaftstraße/Mendelssohnstraße/Hospitalstraße 49,349504° N, 7,183122° O | Ensemble Knappschaftsstraße                                                      | Knappschaftsstraße 12, Wohnhaus, 1920–30 (Ensemblebestandteil): Der in den 1920er Jahren errichtete Putzbau besitzt einen Eckerker sowie große Dachgauben mit Dreiecksgiebel. Die drei Fensterachsen sind mit hochrechteckigen Fenstern ausgeführt. Ein umlaufendes Geschossgesims gliedert das Gebäude mit rustiziertem Sandsteinsockel. | |
| Knappschaftstraße/Mendelssohnstraße/Hospitalstraße 49,349504° N, 7,183122° O | Ensemble Knappschaftsstraße                                                      | Mendelssohnstraße 26/28, Wohnhaus, 1920–30 (Ensemblebestandteil): Auffälliger zweigeschossiger Putzbau aus den 1920er Jahren. An der Seite des mit Gesimsen gegliederten Gebäudes liegt ein runder Turm mit zurückgesetztem Spitzhelm, in dem sich das Treppenhaus befindet. | |
| Knappschaftstraße/Mendelssohnstraße/Hospitalstraße 49,349504° N, 7,183122° O | Ensemble Knappschaftsstraße                                                      | Mendelssohnstraße 47, Wohnhaus, 1920–30 (Ensemblebestandteil): Dreigeschossiger, schlichter Putzbau mit hohem Sockel und weit auskragendem Sockelgesims. In der äußersten rechten Fensterachse der Fassade sitzt ein schmaler Erker. | |
| Knappschaftstraße/Mendelssohnstraße/Hospitalstraße 49,349504° N, 7,183122° O | Ensemble Knappschaftsstraße                                                      | Hospitalstraße 44, Schwesternwohnheim des Knappschaftskrankenhauses (Ensemblebestandteil): Der lang gestreckte zweigeschossige Putzbau war ursprünglich Schwesternwohnheim des Knappschaftskrankenhauses und wird heute als Wohnhaus genutzt. Ein Sohlbankgesims im Obergeschoss und ein weit auskragendes Traufgesims gliedern den Baukörper. Im Zentrum liegt ein hohes Portal mit Gewände und Oberlicht über der Tür. Darüber liegt im ersten Obergeschoss ein Feld mit der Jahreszahl des Erbauungsjahres: 1924. | |
| Königstraße 49,345412° N, 7,17413° O                                         | Ensemble Königstraße                                                             | Das Denkmalensemble besteht aus kleinen eingeschossigen Wohnhäusern für Arbeiter des Eisenwerks. Die einstigen „Meisterhäuser“ wurden 1892 als Werkswohnungen erbaut. | Das Denkmalensemble besteht aus kleinen eingeschossigen Wohnhäusern für Arbeiter des Eisenwerks. Die einstigen „Meisterhäuser“ wurden 1892 als Werkswohnungen erbaut. |
| Königstraße 49,345412° N, 7,17413° O                                         | Ensemble Königstraße                                                             | Königstraße 8–30, Wohnhäuser, Arbeiterhäuser (Ensemblebestandteil) | |
| Kuchenbergstraße/Ziehwaldstraße 49,354703° N, 7,178967° O                    | Ensemble Kuchenbergstraße                                                        | Die Wohnhäuser in der Kuchenberg- und der Ziehwaldstraße entstanden 1906 und 1907 als Wohn- und Geschäftshäuser nach Entwürfen des Architekten Franz Emmrich. | Die Wohnhäuser in der Kuchenberg- und der Ziehwaldstraße entstanden 1906 und 1907 als Wohn- und Geschäftshäuser nach Entwürfen des Architekten Franz Emmrich. |
| Kuchenbergstraße/Ziehwaldstraße 49,354703° N, 7,178967° O                    | Ensemble Kuchenbergstraße                                                        | Kuchenbergstraße 264, Wohnhaus von Franz Emmrich, 1906 (Ensemblebestandteil) | |
| Kuchenbergstraße/Ziehwaldstraße 49,354703° N, 7,178967° O                    | Ensemble Kuchenbergstraße                                                        | Kuchenbergstraße 266, Wohn- und Geschäftshaus von Franz Emmrich, 1906 (Einzeldenkmal) | |
| Kuchenbergstraße/Ziehwaldstraße 49,354703° N, 7,178967° O                    | Ensemble Kuchenbergstraße                                                        | Kuchenbergstraße 268, Wohnhaus von Franz Emmrich, 1906 (Ensemblebestandteil) | |
| Kuchenbergstraße/Ziehwaldstraße 49,354703° N, 7,178967° O                    | Ensemble Kuchenbergstraße                                                        | Ziehwaldstraße 2, Wohnhaus von Franz Emmrich, 1907 (Ensemblebestandteil) | |
| Kuchenbergstraße/Ziehwaldstraße 49,354703° N, 7,178967° O                    | Ensemble Kuchenbergstraße                                                        | Ziehwaldstraße 2a, Wohnhaus von Franz Emmrich, 1907 (Ensemblebestandteil) | |
| Kuchenbergstraße/Ziehwaldstraße 49,354703° N, 7,178967° O                    | Ensemble Kuchenbergstraße                                                        | Ziehwaldstraße 4, Wohnhaus von Franz Emmrich, 1907 (Ensemblebestandteil) | |
| Steinwaldstraße 49,338125° N, 7,191326° O                                    | Ensemble Steinwaldstraße                                                         | Das Ensemble besteht aus zwei Wohnhäusern, die um 1900 und 1904 entstanden sind. | Das Ensemble besteht aus zwei Wohnhäusern, die um 1900 und 1904 entstanden sind. |
| Steinwaldstraße 49,338125° N, 7,191326° O                                    | Ensemble Steinwaldstraße                                                         | Steinwaldstraße 87/89, Wohnhaus, um 1900, Anbau um 1918 (Einzeldenkmal) | |
| Steinwaldstraße 49,338125° N, 7,191326° O                                    | Ensemble Steinwaldstraße                                                         | Steinwaldstraße 93, Wohnhaus, 1904 (Ensemblebestandteil) | |
| Unterer Markt 49,346922° N, 7,176248° O                                      | Ensemble Unterer Markt                                                           | Im Zentrum des Denkmalensembles „Unterer Markt“ steht die Christuskirche. | Im Zentrum des Denkmalensembles „Unterer Markt“ steht die Christuskirche. |
| Unterer Markt 49,346922° N, 7,176248° O                                      | Ensemble Unterer Markt                                                           | Unterer Markt, ev. Christuskirche (Einzeldenkmal): Die Christuskirche wurde 1867/68 nach Entwürfen von Heinrich Wiethase erbaut, 1949 nach Kriegsschäden durch Rudolf Krüger wiederaufgebaut. Das Kirchengebäude wurde als neugotische Kreuzkirchenanlage mit steinsichtigem Mauerwerk aus rotem Sandstein und vorgesetztem Westturm entworfen. Die dreischiffige Hallenkirche gliedert sich in drei Joche, die jeweils von einem Stichdach betont werden. An das Langhaus schließt sich ein breites Querhaus mit polygonalen Abschlüssen an. Daran schließt sich ein fünfseitiger Chorraum an. | |
| Unterer Markt 49,346922° N, 7,176248° O                                      | Ensemble Unterer Markt                                                           | Unterer Markt, Gefallenendenkmal, 1874 (Einzeldenkmal): Das Denkmal von 1874 erinnert an die Gefallenen des Deutsch-Französischen Krieges von 1870/71. Der Obelisk besitzt im Sockel gusseiserne Tafeln mit Inschriften und bildet das Zentrum des Unteren Marktes. | |
| Unterer Markt 49,346922° N, 7,176248° O                                      | Ensemble Unterer Markt                                                           | Unterer Markt, Geschäftshaus, 1923 von Fritz Voggenberger, 1938 Aufstockung von Architekt Stockhausen (Einzeldenkmal) | |
| Unterer Markt 49,346922° N, 7,176248° O                                      | Ensemble Unterer Markt                                                           | Unterer Markt 2, Karl-Ferdinand-Haus (Einzeldenkmal) Das Karl-Ferdinand-Haus wurde in den Jahren 1903/04 von Karl Brugger als Altenheim und Waisenhaus erbaut. Dem zweigeschossigen Putzbau sind zwei zurückgesetzte Gebäudeflügel zur Seite gestellt. Die Fensterachsen sind streng symmetrisch gegliedert und durch Pilaster aus Backstein zusammengefasst. In der äußeren linken Fensterachse sitzt über dem rustizierten Sockelgeschoss die Eingangstür mit Rundportal in Sandstein. Die Dachgauben mit gewölbtem Dach werden von einer größeren im Zentrum überragt, die mit Voluten verziert ist. | |
| Willi-Graf-Straße 49,34578° N, 7,18664° O                                    | Ensemble Willi-Graf-Straße                                                       | Das Denkmalensemble besteht aus aufwendig verzierten, zweigeschossigen und traufständigen Wohnhäusern, die Anfang des 20. Jahrhunderts errichtet wurden. | Das Denkmalensemble besteht aus aufwendig verzierten, zweigeschossigen und traufständigen Wohnhäusern, die Anfang des 20. Jahrhunderts errichtet wurden. |
| Willi-Graf-Straße 49,34578° N, 7,18664° O                                    | Ensemble Willi-Graf-Straße                                                       | Willi-Graf-Straße 20–30, Wohnhäuser, 1905/12 (Ensemblebestandteil) | |
| Willi-Graf-Straße 49,34578° N, 7,18664° O                                    | Ensemble Willi-Graf-Straße                                                       | Willi-Graf-Straße 27–31 (ungerade Nummern), Wohnhäuser, 1905/12, (Ensemblebestandteil) | |
| Adolf-Kolping-Straße 6 49,345226° N, 7,179749° O                             | Wohnhaus, 1892                                                                   | | |
| Bachplatz 49,350645° N, 7,18096° O                                           | Bachschule, Schule und Kaserne                                                   | Die Bachschule wurde 1905 von dem Architekten Köhler errichtet. Der lang gestreckte Putzbau besitzt drei Geschosse. Die Fenster im Erdgeschoss sind mit Rundbögen ausgeführt. Im ersten Obergeschoss verbindet ein Sohlbankgesims die Fenster mit gerader Verdachung und Gebälk. Die Fenster im obersten Geschoss sind mit gerader Verdachung und Schlussteil ausgeführt und über ein wenig profiliertes Sohlbankgesims verbunden. Der Eingang zur Schule liegt in einem Risalit mit Zeltdach. Der Baukörper beginnt mit einem Sockelgeschoss und weit auskragendem Gesims. | |
| Bachstraße 4 49,35188° N, 7,17989° O                                         | Wohnhaus                                                                         | Das Wohnhaus wurde 1920 von dem Architekten Holzhausen geplant. Der Eingang des dreigeschossigen Putzbaus wird von einer Ädikula mit Dreiecksgiebel und Oberlicht gerahmt. Blendfelder trennen die Fenster in erstem und zweitem Obergeschoss. Die zweite und dritte Fensterachse wird in den Obergeschossen von einem gerundeten Erker mit drei schmalen Fenstern gebildet. Ein Sohlbankgesims verbindet die Fenster des ersten Obergeschosses und sei sich auch durch den Werken. | |
| Bachstraße 6 49,35168° N, 7,17999° O                                         | Wohnhaus                                                                         | Der zweigeschossige, traufständige Putzbau wurde 1905 errichtet. Sohlbank- und Gutgesimse aus Sandstein gliedern das Gebäude. Die Fensterachsen im Erd- und im Obergeschoss sind durch Blendfelder mit floralem Dekor verbunden. Links sitzt ein Risalit. In der äußersten linken Achse sitzt der Eingang mit profiliertem Gewände. Darüber sitzt ein Vierpass. Über der ersten und zweiten Achse des Risalits sitzt im Obergeschoss ein schmaler Balkon mit Sandsteinbalustrade, der durch einen polygonalen Erker geteilt wird und im geschweiften Giebel einen kleinen Balkon bildet. | |
| Brunnenstraße 86 49,34385° N, 7,18755° O                                     | Villa                                                                            | Die Villa wurde 1924 von Fritz Voggenberger erbaut und 1933 von Richard Müller umgebaut. | |
| Büchelstraße 49,339067° N, 7,180452° O                                       | Sudturm der ehem. Schlossbrauerei mit Ausstattung                                | Die Brauerei wurde 1838 von Jacob Christian Schmidt gegründet und blieb bis 1988 in Familienbesitz. In diesem Jahr wurde das Unternehmen durch die Karlsberg Brauerei übernommen, die den Standort Neunkirchen 1997 schloss. Erhalten ist der Südturm, der 1928 von Ludwig Wertes in zwei Farben aus kubischen Elementen geschaffen wurde. | |
| Falkenstraße 49,34586° N, 7,18324° O                                         | Denkmal „Mutter und Kind“                                                        | Die Plastik, die eine Mutter mit ihrem Kind zeigt, wurde 1955 von dem Neunkircher Künstler Hans Bogler geschaffen. | |
| Friedrichsthaler Straße 49,328048° N, 7,13407° O                             | Gasmaschinenhalle, Gasgebläsehalle                                               | Die Gasmaschinenzentrale der ehemaligen Kokerei ist eine Halle in Stahlskelettbauweise und wurde 1904/05 vom preußischen Bergfiskus erstellt und 1920 erweitert. Es ist seines der ganz wenigen Industriegebäude im Jugendstil. Korbbogige Fenster belichten das Gebäude. Die 11 großen Fenster sind durch Sprossen untergliedert und werden in der Mitte durch Stahlträger mit vorgesetzten Dekorbändern unterteilt. Gegossene Türmchen auf Lisenen trennen die Achsen. Die Satteldächer des Gebäudekomplexes tragen teilweise Belüftungskuppeln und Oberlichtertürmchen. | |
| Goethestraße 12 49,35099° N, 7,1785° O                                       | Stallgebäude                                                                     | 1906 von Fritz Mundorf erbaut | |
| Goethestraße 27 49,351324° N, 7,179666° O                                    | Villa                                                                            | Die freistehende eingeschossige Villa wurde 1906 von Gleitz und Ernst Brück errichtet. Das Gebäude mit Satteldach wird von zahlreichen Erkern, Türmchen und einem Zwerchhaus aufgelockert. Breite Rundbogenfenster wechseln mit schmaleren hochrechteckigen Fenstern ab. | |
| Heizengasse 7 49,342706° N, 7,18174° O                                       | Wohnhaus                                                                         | Erbaut 1779 | |
| Hermannstraße 49,32661° N, 7,1696° O                                         | Jüdischer Friedhof                                                               | Die Toten der jüdischen Gemeinde in Neunkirchen wurden lange in Illingen beigesetzt. 1831 erwarb man ein Gelände etwas außerhalb der Stadt und baute es zum Friedhof aus. Die Natursteinmauer wurde 1870 errichtet, der Friedhof 1880 erweitert. Während der Pogrome im Jahr 1938 wurde der Friedhof zerstört und 1942 zwangsweise an die Stadt verkauft. 1949 wurde das Nutzungsrecht an die Synagogengemeinde Saar übertragen, die den Friedhof wieder herrichten ließ. Eine Gedenkstätte erinnert an die Toten während des Nationalsozialismus und wurde im Juni 1955 eingeweiht. | |
| Hüttenbergstraße 49,3466° N, 7,1756° O                                       | Denkmal „Der Eisengießer“                                                        | Der Eisengießer ist eine Brunnenplastik von Fritz Claus aus dem Jahr 1938. Sie zeigt einen Gießer in typischer Kleidung bei der Arbeit. | |
| Hüttenbergstraße 6 49,34638° N, 7,175503° O                                  | Wohn- und Geschäftshaus                                                          | 1904 erbaut | |
| Hüttenbergstraße 7–13 49,34637° N, 7,17634° O                                | Wohnhaus                                                                         | 1875 erbaut, 1899 erweitert | |
| Irrgartenstraße 49,34368° N, 7,179918° O                                     | Süd-West-Eckturm des Renaissance-Schlosses (Reste)                               | Das Renaissance-Schloss wurde von 1570 bis 1585 nach Plänen von Christian Stromeyer auf der Höhe des heutigen Oberen Marktes als Dreiflügelanlage errichtet. Im Dreißigjährigen Krieg wurde das Schloss teilweise zerstört, in den Jahren 1663 bis 1665 aber instand gesetzt. Es diente im 17. und 18. Jahrhundert als Jagdschloss, bis es 1752 unter Fürst Wilhelm Heinrich von Nassau-Saarbrücken teilweise abgebrochen wurde. Im gleichen Jahr begannen die Bauarbeiten für ein barockes Lustschloss. | |
| Irrgartenstraße 1 49,343214° N, 7,18005° O                                   | Mauerreste Süd-Ost-Turm des Renaissance-Schlosses                                | 1570/85 von Christmann Stromeyer | |
| Lindenallee 49,348795° N, 7,169374° O                                        | Hammergraben                                                                     | Wassergraben aus dem 19. Jahrhundert | |
| Lindenallee 2b 49,348112° N, 7,165104° O                                     | Direktorenvilla Arndt                                                            | Die Villa wurde 1921 von August Rahfeld für die Direktoren des Neunkircher Eisenwerks erbaut. Der zweigeschossige Putzbau mit Walmdach wird von Gesimsen und gequerten Lisenen gegliedert. Auf der Gartenseite ragt eine annähernd halbrunde Auslucht aus der Fassade. Im Obergeschoss bildet diese einen Balkon. Die drei Fensterachsen werden hier von zwei halbrunden Pilastern gerahmt. | |
| Marienplatz 49,345645° N, 7,179144° O                                        | Kath. Kirche St. Marien                                                          | Die Marienkirche wurde 1885 von Ferdinand Schorbach im neuromanischen Stil rheinischer Prägung erbaut. Die Basilika mit kreuzförmigem Grundriss besitzt ein Langhaus mit vier Jochen. An das Langhaus schließt sich ein Querhaus an, daran der Chor mit abschließender halbrunder Apsis. Die Decke des Mittelschiffes wird von Kreuzrippengewölben geformt, die der Seitenschiffe von Kreuzgratgewölben. | |
| Marienstraße 2 49,34582° N, 7,17966° O                                       | Amtsgericht                                                                      | 1883 erbaut, 1896 und 1931/33 erweitert | |
| Moselschachtstraße (Flur 30, Flurstück 221/948) 49,329678° N, 7,140826° O    | Freibad                                                                          | Erbaut 1949 | |
| Moselschachtstraße 49,329485° N, 7,137999° O                                 | Heinitz-Stollen, Stollenmundloch                                                 | Das Stollenmundloch des Heinitz-Stollens wurde 1847 aus Sandstein geschaffen. 1979 wurde es an den heutigen Ort transloziert. Das Mundloch wurde aus Sandsteinquadern errichtet und schließt mit einem profilierten Gesims ab. Darüber wurde eine weitere Reihe Quader gelegt und an den Ecken erhöht. | |
| Norduferstraße 8 49,3506° N, 7,18089° O                                      | Annaheim                                                                         | Das Kinderheim wurde 1928 von dem Architekten Becker geschaffen. | |
| Oberer Markt 4 49,34359° N, 7,17971° O                                       | Kellergewölbe ehem. Renaissance-Schloss                                          | 1570/85 von Christmann Stromeyer | |
| Peter-Neuber-Allee 49,349714° N, 7,168854° O                                 | Spitzbunker, Luftschutzturm                                                      | Der „Spitzbunker“ genannte Luftschutzturm wurde 1939/40 als Schutz für 400 Personen des nahe gelegenen Eisenwerkes erbaut. Konstrukteur war der Architekt Leo Winkel aus Köln. Der Luftschutzturm in Neunkirchen gehört zum frühen Planungstyp 2c. Er besteht aus einer Außenhaut aus Stahlbeton, welche die neun Geschosse mit zentralem steilem Treppenaufgang schützt. Eingang und Notausgang liegen sich auf verschiedenen Ebenen gegenüber. | |
| Peter-Neuber-Allee 49,349891° N, 7,16725° O                                  | Stummsche Kapelle                                                                | Die Kapelle wurde 1852/53 von Mathias Joseph Bußweiler für die Unternehmerfamilie Stumm errichtet. Sie gilt als eines der frühesten Beispiele der Neugotik und war Teil eines Landschaftsgartens, der sich nordwestlich an das 1839 bezogene Herrenhaus der Familie Carl Friedrich Stumm anschloss. Bis zum Umzug der Familie nach Schloss Halberg bei Saarbrücken im Jahr 1880 diente sie als Privatkapelle der Stumms, danach wurde sie kaum mehr benutzt. 1933 wurde die Kapelle durch eine Gasometerexplosion beschädigt, 1945 brannte sie durch Artilleriebeschuss aus. Das Bauwerk verfiel in der Folgezeit, die Glocke wurde eingeschmolzen. 1987 kam die Kapelle in städtischen Besitz und wurde im folgenden Jahr renoviert. Der kreuzrippengewölbte Saalbau wird über ein Spitzbogenportal betreten. Über dem Portal thront ein Giebelreiter. Der Saal wird von einem dreiseitigen Chor abgeschlossen. | |
| Ringstraße 25 49,3486° N, 7,1871° O                                          | Villa, Park, Einfriedung                                                         | Die Vila mit Park und schmiedeeiserner Einfriedung wurde 1924 von Wilhelm Werner geschaffen. Der zweigeschossige, traufständige Putzbau mit Mansardwalmdach sitzt zur Straßenseite sieben Fensterachsen mit profiliertem Gewände und aufwendig ornamentiertem Schlussstein. Den mittleren drei Fensterachsen wurde im Erdgeschoss ein geschlossener Vorbau vorgelagert, dem ein Portal mit aufwendiger neubarocker Ädikula vorangestellt wurde. Im Obergeschoss bildet der Vorbau einen Balkon mit steinerner Balustrade. Die gemauerte Dachgaube darüber schließt mit einem mächtigen Schweifgiebel ab. Gequaderte Lisenen und ein Sohlbankgesims im Obergeschoss gliedern den Bau. | |
| Rödelsgasse 3a 49,343727° N, 7,17947° O                                      | Kellergewölbe des ehem. Renaissance-Schlosses                                    | 1570/85 von Christmann Stromeyer errichtet | |
| Saarbrücker Straße 49,348016° N, 7,172231° O                                 | Stummsche Reithalle                                                              | Das Nebengebäude des 1945 zerstörten Stumm’schen Herrenhauses wurde zunächst als Reitbahn für die Kinder der Familie Stumm genutzt (1858/59). Später wurde die Reithalle als Wagenschuppen (1880) genutzt, dann als Feuerwehrhaus und zuletzt als Lehrwerkstatt. Heute ist die Reithalle Veranstaltungsort der Stadt Neunkirchen. Der oktogonale Bau besitzt auf jeder Seite ein Fenster und wird von Lisenen gegliedert. Ein Konsolgesims schließt den Baukörper ab. Der Eingang mit zwei großen Rundbogentoren liegt leicht aus dem Baukörper gezogen in einem Anbau mit Satteldach. | |
| Saarbrücker Straße 7 49,347436° N, 7,169141° O                               | Direktorenvilla                                                                  | Die zweigeschossige Villa wurde 1921 von dem Architekten Holzhauser erbaut. Die Straßenseite des Gebäudes wird von einem Eckrisalit mit Schweifgiebel aufgelockert. Auch die dem Werk zugewandte Seite besitzt nach hinten einen Eckrisalit, dem im Obergeschoss ein steinerner Balkon vorgelagert ist. | |
| Saarbrücker Straße 49,347541° N, 7,172014° O                                 | Wasserturm des Eisenwerks                                                        | Der Wasserturm des Eisenwerks wurde 1936 erbaut. Dem Stahl-Ziegel-Sockel wurde ein eisernes Behältnis aufgesetzt. Der Turm fasste 2.150 Kubikmeter Wasser. Heute befinden sich im Wasserturm vier Kinos, die man über einen modernen gläsernen Anbau betritt. | |
| Saarbrücker Straße 39 49,346873° N, 7,168068° O                              | Hüttenschule                                                                     | Die Hüttenschule wurde 1850/51 auf Initiative der Henriette Strantz geb. Stumm errichtet. Die „weibliche Industrieschule zu Neunkirchen“ sollte den Töchtern der im Hüttenwerk Beschäftigten eine hauswirtschaftliche Ausbildung ermöglichen. Im Ersten Weltkrieg wurde das Gebäude als Militärlazarett genutzt, später war darin das Hüttenarchiv untergebracht. Die ehemalige Schule ist ein langgestreckter, traufständiger Putzbau mit 11 Fensterachsen mit Segmentbogen. Im Zentrum der Fassade steht ein dreiachsiger Mittelrisalit mit Dreiecksgiebel. Ecklisenen gliedern den Bau, ein Bogenfries schließt den Baukörper ab. | |
| Saarbrücker Straße 40 49,34686° N, 7,16744° O                                | Direktorenvilla Boehm                                                            | Die Villa wurde 1893/94 erbaut und 1908 erweitert. In den 1920er Jahren wurde die Villa umgebaut. Der zweigeschossige, traufständige Backsteinbau wird von gequaderten Lisenen und Gesimsen gegliedert. Die Fenster im Erdgeschoss sind mit einfachem geradem Sturz ausgeführt, die des Obergeschosses mit Gebälk und profilierter Verdachung. | |
| Schlossstraße 20 49,3415° N, 7,17876° O                                      | Keller vom Seitenflügel Schloss Jägersberg                                       | Nach dem Abriss des Renaissanceschlosses begannen 1752 die Arbeiten an einem barocken Lustschloss. Die Entwürfe dafür stammten von Friedrich Joachim Stengel. Im Jahr 1765 wurde der Bau abgeschlossen. Das Jagdschloss diente der fürstlichen Familie 1792 für ein halbes Jahr als letzter Zufluchtsort vor den französischen Revolutionstruppen. Im Mai 1793 überfielen und plünderten die Truppen das Schloss und setzen es in Brand. Nach seinem schrittweisen Verfall bis 1822 wurde das Gelände parzelliert und teilweise überbaut. | |
| Schlossstraße 22 49,3414° N, 7,17867° O                                      | Kellergewölbe und Teile des Mittelpavillons vom Schloss Jägersberg               | 1752–65 von Friedrich Joachim Stengel | |
| Sinnerthaler Weg 49,347549° N, 7,162489° O                                   | Erbbegräbnisstätte der Familie Stumm                                             | Der kleine Privatfriedhof wurde 1839 angelegt und ist von einer Mauer umgeben. Die letzte Beisetzung fand 1996 statt. Die 18 Gräber, von denen 17 mit gusseisernen Kreuzen versehen sind, gruppieren sich um eine ca. 5 m hohe gusseiserne neugotische Stele von 1845. Die Stele trägt auf ihren vier Seiten Inschriften. | |
| Stummstraße 49,347927° N, 7,17432° O                                         | Denkmal Freiherr von Stumm                                                       | Das 1902 von dem Bildhauer Fritz Schaper errichtete Stummdenkmal zeigt Carl Ferdinand von Stumm-Halberg. Das überlebensgroße Bronzestandbild zeigt Stumm als Montanunternehmer mit Luppenzange und Kokille. Das Standbild auf Steinsockel wechselte mehrfach den Standort und steht heute in der Stummstraße am Stummplatz. | |
| Stummstraße 2 49,34815° N, 7,17418° O                                        | Wohnhaus                                                                         | 1896 erbaut | |
| Stummstraße 17 49,34708° N, 7,17511° O                                       | Geschäftshaus                                                                    | 1928 von Ernst Brück erbaut | |
| Unterer Friedhofsweg 49,334781° N, 7,181722° O                               | Gefallenendenkmal                                                                | 1933/34 errichtet | |
| Unterer Friedhofsweg 49,334671° N, 7,182438° O                               | Friedhofskapelle                                                                 | Die kleine Kapelle wurde 1894/95 erbaut. Der kleine Saalbau in neuromanischen Formen mit zwei Fensterachsen wird von einer halbrunden Apsis mit Kleeblattfenstern abgeschlossen. Gequerte Lisenen und Bogenfriese schmücken das Gebäude. In der Westfassade sitzt ein rundbogiges Portal und Rundfenster. An der Nordseite schließt ein modernes Funktionsgebäude an. | |
| Unterer Friedhofsweg 2 49,336274° N, 7,18378° O                              | Schule                                                                           | Die 1881/82 erbaute Schule ist ein lang gestreckter Bau aus glatten Sandsteinquadern. Zwei mächtige Risalite mit Dreiecksgiebeln unterteilen die Fassade. Ein Geschossgesims trennt Erd- und Obergeschoss, Lisenen schmücken die Gebäudeecken. Fenster und Türen werden von Segmentbögen überspannt. | |
| Vogelstraße 6 49,346192° N, 7,177528° O                                      | Gemeindehaus                                                                     | In den Jahren 1911 bis 1913 von Otto Kuhlmann erbaut, späterer Umbau zu einem Wohn- und Geschäftshaus | |
| Vogelstraße 13 49,34684° N, 7,17968° O                                       | Wohnhaus                                                                         | 1888/89 erbaut, 1909 Aufbau eines Mansarddachs | |
| Wellesweilerstraße 44 49,3522° N, 7,18011° O                                 | Wohnhaus                                                                         | Um 1900 erbaut | |
| Wellesweilerstraße 70/74 49,35283° N, 7,1825° O                              | Wohnhaus Eugenio Bertossi                                                        | 1897 erbaut | |
| Wilhelmstraße 4 49,34976° N, 7,17518° O                                      | Wohnhaus                                                                         | 1920–30 erbaut | |
| Zweibrücker Straße 64 49,333724° N, 7,186677° O                              | Maschinenbaubetrieb Herzog mit maschineller Ausstattung, 1920er bis 1970er Jahre | | |
| Zweibrücker Straße 71 49,333419° N, 7,18897° O                               | Villa mit Terrassenanlage                                                        | 1923/24 von Franz Dehler erbaut | |

## Wellesweiler
| Lage                                            | Bezeichnung                                             | Beschreibung | Bild |
| ----------------------------------------------- | ------------------------------------------------------- | --- | ---- |
| Eisenbahnstraße 18–22 49,348144° N, 7,227497° O | Hofhaus, sog. Junkerhaus                                | Das Hofhaus wurde im 16. Jahrhundert erbaut. Nach dem Dreißigjährigen Krieg fiel das Gebäude an die Grafschaft Saarbrücken. Während der Koalitionskriege wurde das Hofgut 1793 von französischen Truppen konfisziert und 1805 an Privatpersonen versteigert. Das zur Straßenseite eingeschossige Gebäude mit Anbau wurde Ende des 18. Jahrhunderts umgebaut und ist schlicht gehalten. Der Putzbau wird von einem Walmdach gedeckt. Zur Rückseite ist das Gebäude zweigeschossig. Ein Sohlbankgesims umläuft das Obergeschoss. |      |
| Eisenbahnstraße 18–22 49,3479° N, 7,22739° O    | Alte Schmiede                                           | Die Schmiede wurde 1880 hinter dem Hofhaus errichtet und bis in die 1930er Jahre genutzt. Der kleine Solitärbau wurde 2003 mit Teilen des Hofhauses vom Wellesweiler Arbeitskreis für Geschichte, Landeskunde und Volkskultur aufgekauft und renoviert. Sie enthält heute eine historische Ausstattung. |      |
| Homburger Straße 49,348939° N, 7,226283° O      | Ev. Pfarrkirche, sog. Stengelkirche                     | Die evangelische Kirche wurde 1756 von Carl Abraham Dodel oder dem Baumeister Garros errichtet. Der langgestreckte Barockbau besitzt einen oktogonalen geschieferten Dachreiter auf dem Walmdach. Putzlisenen gliedern den Bau. in der Straßenseite sitzen drei Achsen mit flachen Segmentbogen und Schlussstein. Die mittlere nimmt ein barockes Portal auf, über dem ein Okulus sitzt. Ein dreiseitiger Chor schließt den Saalbau ab.                                                                                        |      |
| Rombachstraße 49,356349° N, 7,219904° O         | Palmbaumstollen der Grube Wellesweiler, Stollenmundloch | Bereits im 16. Jahrhundert wurde in Wellesweiler nach Kohle gegraben, im 18. Jahrhundert begann ein industrieller Abbau der Flöze. 1816 wurde der Palmbaumstolen angeschlagen, er ist damit einer der ältesten des Saarbergbaus. Das kleine Stollenmundloch besteht aus grob behauenen Sandsteinquadern und wird von einem profilierten Gesims abgeschlossen. |      |
| Rombachstraße 3 49,349164° N, 7,226037° O       | Wohnhaus                                                | Erbaut im 18. Jahrhundert |      |

## Wiebelskirchen
| Lage                                                                 | Bezeichnung                                    | Beschreibung | Bild |
| -------------------------------------------------------------------- | ---------------------------------------------- | --- | --- |
| Im Stauch/Martin-Luther-Straße/Römerstraße 49,373229° N, 7,184044° O | Ensemble Martin-Luther-Straße                  | Das Denkmalensemble besteht überwiegend aus Bauernhäusern des 18. und 19. Jahrhunderts rund um die evangelische und katholische Kirche des Ortsteils Wiebelskirchen. | Das Denkmalensemble besteht überwiegend aus Bauernhäusern des 18. und 19. Jahrhunderts rund um die evangelische und katholische Kirche des Ortsteils Wiebelskirchen. |
| Im Stauch/Martin-Luther-Straße/Römerstraße 49,373229° N, 7,184044° O | Ensemble Martin-Luther-Straße                  | Im Stauch 2, Bauernhaus: Südwestdeutsches Einhaus aus dem Jahr 1819. Der zweigeschossige Putzbau besteht aus einem Wohntrakt mit Scheune und Stall. Das Wohnhaus besitzt fünf Fensterachsen, von denen die mittlere im Erdgeschoss eine Eingangstür mit Gebälk und gerader Verdachung aufnimmt. | |
| Im Stauch/Martin-Luther-Straße/Römerstraße 49,373229° N, 7,184044° O | Ensemble Martin-Luther-Straße                  | Im Stauch 6/8, Bauernhaus, um 1820 | |
| Im Stauch/Martin-Luther-Straße/Römerstraße 49,373229° N, 7,184044° O | Ensemble Martin-Luther-Straße                  | Im Stauch 10, Bauernhaus, 18. Jhd. | |
| Im Stauch/Martin-Luther-Straße/Römerstraße 49,373229° N, 7,184044° O | Ensemble Martin-Luther-Straße                  | Martin-Luther-Straße, Ev. Pfarrkirche: Ältester Teil der Kirche sind die unteren Geschosse des Glockenturmes aus dem Mittelalter. In den Jahren 1860 bis 1863 wurde nach Plänen von Ferdinand Neufang an diesen Turm ein neues Kirchenschiff im Stil der Neuromanik angebaut. Gleichzeitig erhielt der Turm einen oktogonalen Aufsatz mit Spitzhelm. Ein halbrunder Chorraum schließt die Saalkirche ab. eine hölzerne Empore verläuft zu beiden Seiten des Schiffs und schließt in der Orgelempore über dem Eingang. Das Portal wird von einer Ädikula mit Dreiecksgiebel gerahmt. Der Putzbau wird von Sandsteinlisenen gegliedert. | |
| Im Stauch/Martin-Luther-Straße/Römerstraße 49,373229° N, 7,184044° O | Ensemble Martin-Luther-Straße                  | Martin-Luther-Straße 16, Haus an der Kirche: Das an das Kirchenschiff angebaute Gebäude entstand schon 1732 als zweigeschossiger Putzbau mit Walmdach. Fünf Fensterachsen belichten die Langseiten, drei die Giebelseiten. Es wurde ursprünglich als Schule genutzt. | |
| Im Stauch/Martin-Luther-Straße/Römerstraße 49,373229° N, 7,184044° O | Ensemble Martin-Luther-Straße                  | Martin-Luther-Straße 17, Wohnhaus, 1782 | |
| Im Stauch/Martin-Luther-Straße/Römerstraße 49,373229° N, 7,184044° O | Ensemble Martin-Luther-Straße                  | Martin-Luther-Straße 19, Bauernhaus, um 1820 | |
| Im Stauch/Martin-Luther-Straße/Römerstraße 49,373229° N, 7,184044° O | Ensemble Martin-Luther-Straße                  | Martin-Luther-Straße 23, Bauernhaus, 1813 | |
| Im Stauch/Martin-Luther-Straße/Römerstraße 49,373229° N, 7,184044° O | Ensemble Martin-Luther-Straße                  | Martin-Luther-Straße 25/27, Wohnhaus, um 1820 | |
| Im Stauch/Martin-Luther-Straße/Römerstraße 49,373229° N, 7,184044° O | Ensemble Martin-Luther-Straße                  | Römerstraße 11, Ev. Pfarrhaus, 1820 (Ensemblebestandteil): Das evangelische Pfarrhaus hinter der Kirche wurde 1820 erbaut und ist noch vom Spätbarock inspiriert. Der zweigeschossige, traufständige Putzbau mit Walmdach besitzt acht Fensterachsen. In der sechsten Achse sitzt im Erdgeschoss die Eingangstür, die man über eine zweiläufige Freitreppe mit Bossenwerk erreicht. | |
| Im Stauch/Martin-Luther-Straße/Römerstraße 49,373229° N, 7,184044° O | Ensemble Martin-Luther-Straße                  | Römerstraße 14, Schule (Ensemblebestandteil): Die ehemalige Schule wurde 1852 errichtet. Der zweigeschossige, traufständige Putzbau dient heute als Wohnhaus. Ein hohes Sockelgeschoss mit querrechteckigen Fenstern hebt sich aus dem leicht abschüssigen Gelände. darüber sitzen zwei Geschosse mit sieben Achsen, die durch ein Geschossgesims getrennt sind. Ein Sohlbankgesims verbindet die Fenster im Obergeschoss. Alle Fenster besitzen ein profiliertes Gewände, die Fenster im Obergeschoss zusätzlich eine profilierte gerade Verdachung, die auskragt. | |
| Ebersteinstraße o. Nr. 49,363148° N, 7,206245° O                     | Forsthaus Eberstein und Waldarbeiterschlafhaus | Die Königliche Oberförsterei Neunkirchen wurde 1821 eingerichtet. Der Oberförster hatte seinen Dienstsitz anfangs am Forsthaus am Biedersberg. Mit der steigenden Holznachfrage in der zweiten Hälfte des 19. Jahrhunderts entschloss man sich, an der Ebersteinstraße ein weiteres Forsthaus zu errichten. Bis zum Ende des 20. Jahrhunderts war das Gebäude im Besitz des Fiskus, dann wurde es in Privathand verkauft. Das Quereinhaus aus Sandstein ist ein eingeschossiger Putzbau mit fünf Achsen. Der an den Wohnteil anschließende Wirtschaftstrakt ist in die Scheune und Stallungen aufgeteilt. Ein kleines Nebengebäude diente ursprünglich als Remise. 1908 entstand außerdem ein Schlafhaus mit 16 Betten für die Waldarbeiter. Der zweigeschossige, teilunterkellerte Klinkerbau ist ein Zweckbau mit weitem Überstand des Satteldachs. 2011 entstand ein moderner Anbau. | Waldarbeiterschlafhaus |
| Kuchenbergstraße 38 49,36904° N, 7,18748° O                          | Wohnhaus                                       | Erbaut im 1. Viertel des 20. Jahrhunderts. | |
| Prälat-Schütz-Straße 49,366285° N, 7,188071° O                       | Kath. Kirche hl. Dreifaltigkeit                | Die Dreifaltigkeitskirche wurde in den Jahren 1914 bis 1916 nach Entwürfen von Peter Marx errichtet. Das Kirchengebäude wurde im neubarocken Stil errichtet und ist eine dreischiffige Basilika mit vorangestelltem Turm. Das Tonnengewölbe und die Wände sind reich ausgemalt. Rundbögen auf quadratischen Säulen trennen Mittel- und Seitenschiffe. An das Landhaus schließt sich ein Querhaus an. Ein Chorraum mit halbrundem Abschluss sitzt hinter dem Querhaus. | |